# La guerre est aussi une chasse
Pour plus de détails, voir Fiche technique et Distribution.
La guerre est aussi une chasse (War Hunt) est un film américain réalisé par Denis Sanders et sorti en 1962.

## Synopsis
Durant la guerre de Corée, les exactions meurtrières du Soldat Raymond Endore ne sont guère appréciées par ses compagnons d'armes...

## Fiche technique
- Titre : La guerre est aussi une chasse
- Autre titre : Le Mal de tuer
- Titre original : War Hunt
- Réalisation : Denis Sanders
- Scénario : Stanford Whitemore
- Production : T. D. Entreprise, représenté par Terry Sanders.
- Image : Ted McCord
- Son : Roy Meadows
- Montage : John Hoffman
- Durée : 90 minutes
- Direction artistique : Edgar Lansburg
- Assistant réalisateur : Jack Bohier
- Générique : Vance Johnson
- Musique : Bud Shank

## Distribution
- John Saxon : le soldat Raymond Endore
- Robert Redford : le soldat Ray Loomis
- Charles Aidman : le capitaine Wallace Pratt
- Sydney Pollack : le sergent Van Horn
- Tommy Matsuda : Charlie
- Gavin MacLeod : le soldat Crotty
- Tom Skerritt : le caporal Showalter
- Rony Ray : le soldat Ray
- Nancy Hsueh : Mama San